# Daryl Beattie
Daryl Beattie, né le 29 septembre 1970 à Charleville (Queensland) en Australie, est un ancien pilote de vitesse moto. Il a également participé à deux courses en Supercars lors de la saison 2002.

## Carrière
Daryl Beattie commence le championnat du monde de vitesse moto 1992 avec de bons classements et fait équipe avec Wayne Gardner, ce qui leur permet de remporter les 8 Heures de Suzuka. En 1993, il gagne le Grand Prix moto d'Allemagne. Lors de la saison 1994 il a un accident au circuit du Mans et perd tous les orteils d'un pied après que son pied a été bloqué entre la chaîne et le pignon arrière.
Sa meilleure saison est celle de 1995 où il remporte deux courses au Japon et en Allemagne.
La carrière de Beattie est au ralenti en 1996 quand il se blesse à la tête dans un accident. Il connaît d'autres accidents la même année : en Espagne et en France. Daryl Beattie se bat pour la saison 1997, mais ne retrouvera pas sa forme d’antan ; il annonce son retrait de la compétition à la fin de la saison.
Lors de la saison 2002, il participe en Supercars aux courses de Queensland 500 et Bathurst 1000.
Daryl Beattie est à présent commentateur sur la chaine de télévision australienne One HD.

## Palmarès

### Résultats en Grand Prix
Les courses en italique indiquent le tour le plus rapide.
| Année | Catégorie | Équipe              | Machine | 1      | 2      | 3      | 4      | 5      | 6      | 7      | 8      | 9      | 10     | 11    | 12     | 13     | 14     | 15      | Points | Classement | Victoire |
| ----- | --------- | ------------------- | ------- | ------ | ------ | ------ | ------ | ------ | ------ | ------ | ------ | ------ | ------ | ----- | ------ | ------ | ------ | ------- | ------ | ---------- | -------- |
| 1989  | 250 cm3   | Honda               | NSR250  | JPN -  | AUS 12 | USA -  | ESP -  | NAT -  | GER -  | AUT -  | YUG -  | NED -  | BEL -  | FRA - | GBR -  | SWE -  | CZE -  | BRA -   | 4      | 35e        | 0        |
| 1990  | 250 cm3   | Honda               | NSR250  | JPN -  | USA -  | ESP -  | NAT -  | GER -  | AUT -  | YUG -  | NED -  | BEL -  | FRA -  | GBR - | SWE -  | CZE -  | HUN -  | AUS 4   | 13     | 22e        | 0        |
| 1992  | 500 cm3   | Oki Honda           | NSR500  | JPN NC | AUS 3  | MAL 6  | ESP -  | ITA -  | EUR -  | GER -  | NED -  | HUN -  | FRA -  | GBR - | BRA -  | RSA -  |        |         | 18     | 14e        | 0        |
| 1993  | 500 cm3   | Rothmans Honda      | NSR500  | AUS 4  | MAL 2  | JPN 3  | ESP 6  | AUT 7  | GER 1  | NED NC | EUR 4  | RSM 6  | GBR 6  | CZE 6 | ITA 7  | USA 5  | FIM 2  |         | 176    | 3e         | 1        |
| 1994  | 500 cm3   | Marlboro Yamaha     | YZR500  | AUS NC | MAL 10 | JPN 28 | ESP NC | AUT 8  | GER NC | NED 7  | ITA 6  | FRA -  | GBR -  | CZE - | USA NC | ARG NC | EUR 5  |         | 44     | 13e        | 0        |
| 1995  | 500 cm3   | Lucky Strike Suzuki | RGV500  | AUS 2  | MAL 2  | JPN 1  | ESP 7  | GER 1  | ITA 2  | NED -  | FRA 3  | GBR 2  | CZE 3  | BRA 4 | ARG 2  | EUR 5  |        |         | 215    | 2e         | 2        |
| 1996  | 500 cm3   | Lucky Strike Suzuki | RGV500  | MAL -  | INA -  | JPN 5  | ESP NC | ITA 4  | FRA -  | NED -  | GER -  | GBR -  | AUT -  | CZE - | IMO -  | CAT NC | BRA -  | AUS -   | 24     | 18e        | 0        |
| 1997  | 500 cm3   | Lucky Strike Suzuki | RGV500  | MAL NC | JPN NC | ESP 12 | ITA 5  | AUT 11 | FRA 12 | NED 7  | IMO 13 | GER 12 | BRA 13 | GBR 6 | CZE 10 | CAT 17 | INA 12 | AUS DNS | 63     | 11e        | 0        |

### Résultats en V8 Supercars
| Année | Équipe            | 1   | 2   | 3   | 4   | 5   | 6   | 7   | 8   | 9      | 10      | 11  | 12  | 13  | Classement | Points |
| ----- | ----------------- | --- | --- | --- | --- | --- | --- | --- | --- | ------ | ------- | --- | --- | --- | ---------- | ------ |
| 2002  | Imrie Motor Sport | ADL | PHI | ECK | HDV | CAN | PTH | ORP | WIN | QLD 25 | BAT Ret | SUR | PUK | SAN | 74e        | 16     |

## Annexe

### Sources
- (en) Biographie sur le site de MotoGP